# Saprosites girardi
Saprosites girardi är en skalbaggsart som beskrevs av Bordat 2003. Saprosites girardi ingår i släktet Saprosites och familjen Aphodiidae. Inga underarter finns listade i Catalogue of Life.